# Adios, Sabata
Adios Sabata (tal. Indio Black, sai che ti dico: Sei un gran figlio di...) je talijanski špageti vestern iz 1971. godine, kojeg je režirao Gianfranco Parolini. Ovo je drugi film iz Parolinijeve Sabata trilogije, u kojem glavnog lika, umjesto glumca Lee Van Cleef, koji je tumačio taj lik u prvom i zadnjem nastavku trilogije, tumači Yul Brynner.
Originalna zamisao je bila dati ovome filmu naslov Indio Black, no naslov je promijenjen u Adios, Sabata jer je prvi dio bio vrlo uspješan, kao i zbog činjenice da je inspirirao mnoge imitatore. Ironija leži u činjenici da je uloga koja je kasnije bila dodijeljena Brynneru, prvo bila ponuđena Van Cleefu, koji ju je morao odbiti jer je već bio angažiran na snimanju filma The Magnificent Seven Ride, u ulozi Chrisa Adamsa, lika koji je proslavio Brynnera kada ga je glumio u Sedmorici veličanstvenih.

## Radnja
Radnja filma je smještena u Meksiko, u vrijeme vladavine meksičkog cara Maksimilijana I.
Sabata je unajmljen od strane gerilskog vođe Señor Ocaño-a da ukrade pun vagon zlata od austrijske vojske. Ipak, kada Sabata i njegovi partneri, Escudo i Ballantine uđu u dotični vagon, oni otkrivaju kako se u njemu ne nalazi ništa drugo sem hrpe pijeska. Ubrzo nakon toga oni otkrivaju kako je zlato odnio austrijski pukovnik Skimmel, što Sabatu tjera na smišljanje plana koji bi mu omogućio da zlato ukrade nazad.

## Glavne uloge
- Yul Brynner kao Sabata
- Dean Reed kao Ballantine
- Gérard Herter kao pukovnik Skimmel
- Ignazio Spalla kao Escudo
- Sal Borgese kao Septiembre
- Franco Fantasia kao Señor Ocaño
- Joseph P. Persaud kao Hitano
- Andrea Scottia kao José

## Također pogledajte
- Sabata
- Return of Sabata

## Vanjske poveznice
- Adios, Sabata u internetskoj bazi filmova IMDb-a
- Adios, Sabata[neaktivna poveznica] na All Movie Guide